# Cyanotis polyrrhiza
Cyanotis polyrrhiza là một loài thực vật có hoa trong họ Commelinaceae. Loài này được Hochst. ex Hassk. mô tả khoa học đầu tiên năm 1870.